# حوضه خلیج فارس
حوضه خلیج فارس یا آبخیز خلیج فارس یک حوضه آبریز است که میان صفحات اوراسیا و عربستان قرار دارد. خلیج فارس دریای باریکی است که میان جنوب غرب ایران و شمال شرق شبه‌جزیره عربستان قرار دارد. حوضه خلیج فارس افزون بر ایران، عمان، امارات متحده عربی، عربستان سعودی، قطر، کویت، بحرین و عراق نیز قرار دارد. خلیج فارس دارای ۱۰۰۰ کیلومتر درازا و ۲۴۰٬۰۰۰ کیلومتر مربع گستردگی است. حوضه خلیج فارس یک حوضه پیش‌بوم گوِه‌ای شکل است که در زیر رانش غربی زاگرس قرار دارد و در نتیجه برخورد صفحات عربستان و اوراسیا ایجاد شده‌است.